# Oral Roberts University
Die Oral Roberts University ist eine private evangelikale Hochschule in Tulsa im US-Bundesstaat Oklahoma. Die Hochschule wurde 1963 im Süden der Stadt Tulsa auf einem Terrain von 385 Acres gegründet und nach ihrem Begründer Oral Roberts benannt. Im Herbst 2021 waren 4753 Studenten aus 50 amerikanischen Staaten und 126 Ländern eingeschrieben. Seit der Gründung vor knapp sechzig Jahren gab es 2021 31.000 Graduierte und über 61.000 Alumni.

## Geschichte
Bereits in den 50er Jahren soll Oral Roberts von Gott her die Idee erhalten haben, eine Universität zu gründen, in der Evangelisation und Heilung eine wichtige Rolle spielen würden. Seine engeren Mitarbeiter standen diesem Ansinnen anfänglich skeptisch gegenüber, aber der Fernsehevangelist Pat Robertson bestärkte diese Vision. 1962 konnten die ersten drei Gebäude in modernem Stil errichtet werden nach Plänen von Frank Wallace, und am 27. November wurde die Oral Roberts Universität in Tulsa gegründet. John D. Messick entwickelte das akademische Ausbildungsprogramm, der Religionspädagoge Raymond Corvin wurde Kanzler, Lee Braxton Sprecher des Verwaltungsrats und Roberts Präsident. Ab 1965 konnten erste Studierende aufgenommen werden, 1967 und 1971 wurde die Akkreditierung erteilt und in der Folge bis zu 2.000 Studierende aufgenommen. An der Einweihung am 2. April 1967 sprach auch der bekannte baptistische Evangelist Billy Graham und hat dadurch der neuen Universität mehr Akzeptanz unter den Evangelikalen verliehen. Auf dem Campus wurden innert weniger Jahre 60 Millionen US-Dollars in mehrere Gebäude investiert, unter anderem in das Learning Resources Center, den futuristischen Gebetsturm, die großzügige Christ Chapel, Studentenwohnheime und das Sportzentrum Mabee Center, das auch der Stadt zur Verfügung gestellt wurde.

## Organisation und Studiengänge
Die Oral Roberts University umfasst folgende Colleges:
- College of Arts and Cultural Studies (deutsch: Geistes- und Kulturwissenschaften)
- College of Business (Wirtschaft)
- College of Education (Pädagogik)
- College of Health Sciences (Gesundheitswissenschaften)
- College of Science and Engineering (Naturwissenschaften und Ingenieurwesen)
- College of Theology and Ministry (Theologie und geistlicher Dienst)

Zu den wichtigsten Colleges gehören die des geistlichen Dienstes und der Leitung, Gesundheit, Psychologie, Betriebswirtschaft und der Ingenieurwissenschaften. Es werden über 100 Fächer unterrichtet, und in mehr als 25 Studiengängen können Abschlüsse und Doktoralstudien absolviert werden.

## Sport
Die Mannschaften des Sportprogramms der Hochschule, der Oral Roberts Golden Eagles, treten seit Juli 2014 in der Summit League an, nachdem sie die Southland Conference verlassen haben.

### Basketball
Am 19. März 2021 haben die Oral Roberts Golden Eagles im NCAA Division I Tournament 2021, als 15. Platz gegen die zweit platzierten Ohio State Buckeyes gewonnen, damit sind sie zum neunten 15. Platz in der Geschichte und zum ersten seit Middle Tennessee in 2016 geworden, der ein Spiel im Turnier gewonnen.

## Weblinks

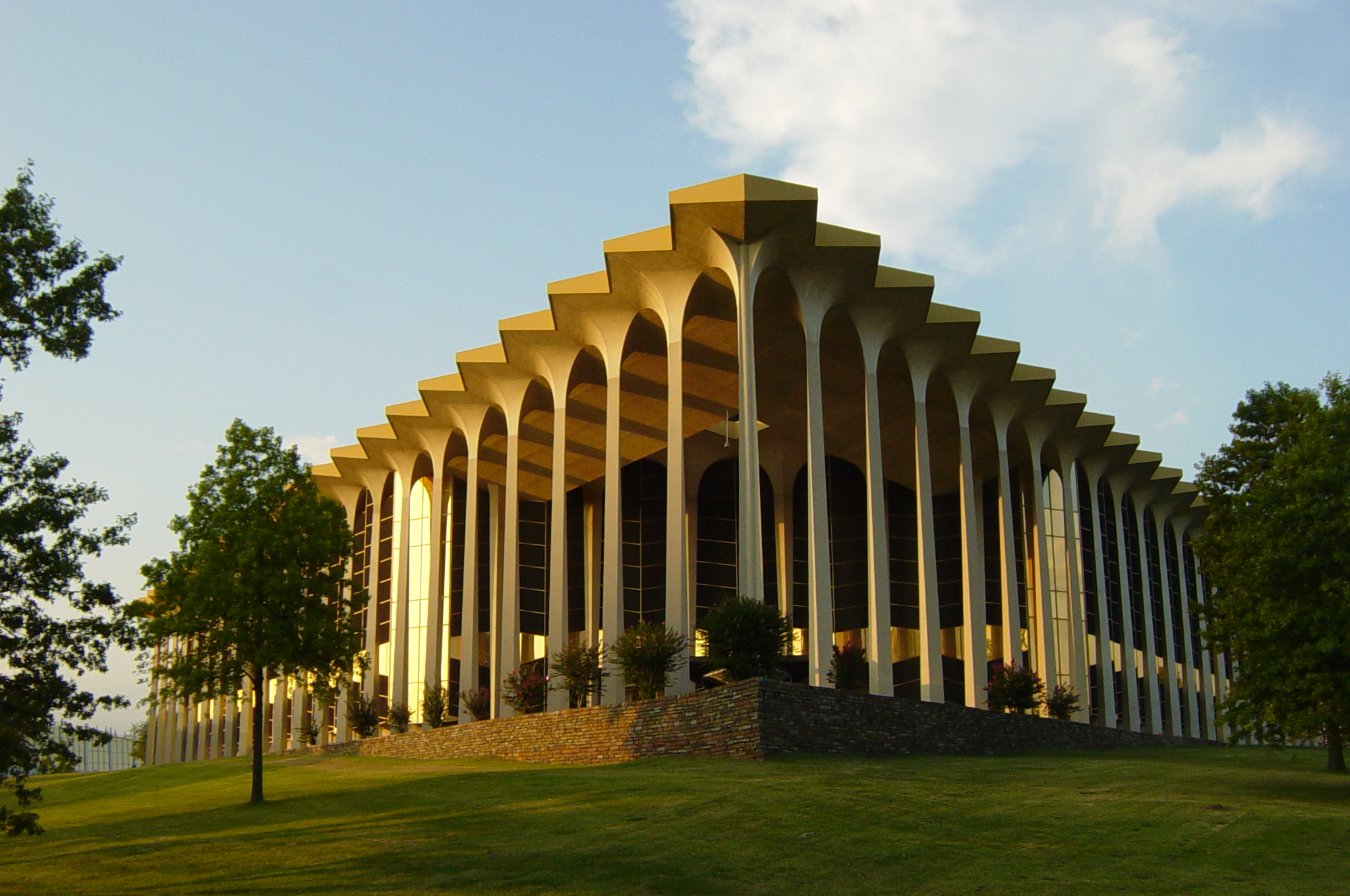
Haupt-Campus-Gebäude der Oral Roberts University